# Esteban de Loqui
Esteban de Loqui fue un militar argentino, perteneciente a la Armada Argentina, que ocupó el cargo de Gobernador del Territorio Nacional de Tierra del Fuego entre 1902 y 1905, designado por el presidente Julio Argentino Roca. Alcanzó la jerarquía de Capitán de Fragata.

## Trayectoria
La sociedad del territorio se encontraba dividida por la gestión del gobernaador Félix A. Carrié, acusándosele de irregularidades, lo que motivó su desplazamiento y la designación de Loqui.
El 10 de octubre de 1902 se produjo un motín en la Cárcel de Puerto Cook, donde murieron dos guardias y cuatro reclusos, lo que motivó su traslado al año siguiente a Ushuaia, construyéndose el Penal de Ushuaia. Durante el traslado se dio una sublevación. Durante su gestión además, Ushuaia consiguió luz eléctrica, se refaccionó la Casa de Gobierno y reconstruyó la comisaría de Río Grande.
Tras la sanción de la Ley de la Marina retornó a la Armada Argentina, y fue director de la Escuela de Mecánica de la Armada.